# Ingeniería de sistemas
La ingeniería de sistemas es un campo interdisciplinario de la ingeniería que permite estudiar y comprender la realidad, con el enfoque de implementar u optimizar sistemas complejos. Puede también verse como la aplicación tecnológica de la teoría de sistemas a los esfuerzos de la ingeniería, adoptando en todo este trabajo el paradigma sistémico. La ingeniería de sistemas integra otras disciplinas y grupos de especialidad en un esfuerzo de equipo, formando un proceso de desarrollo centrado.
En un sentido amplio la Ingeniería de Sistemas tiene, como campo de estudio, cualquier sistema existente. Por ejemplo, la ingeniería de sistemas, puede estudiar el sistema digestivo o el sistema inmunológico humano, o quizá, el sistema tributario de un país específico. En este sentido si bien en algunos países se asocia ingeniería de sistemas como únicamente asociada a los sistemas informáticos, ello es incorrecto, ya que los sistemas informáticos son una pequeña parte de un enorme abanico de tipos y clases de sistemas.
La ingeniería de sistemas es la aplicación de las ciencias matemáticas y físicas para desarrollar sistemas que utilicen económicamente los materiales y fuerzas de la naturaleza para el beneficio de la humanidad.
Una de las principales diferencias de la ingeniería de sistemas respecto a otras disciplinas de ingeniería tradicionales, consiste en que la ingeniería de sistemas no construye productos tangibles. Mientras que los ingenieros civiles podrían diseñar edificios o puentes, los ingenieros electrónicos podrían diseñar circuitos, los ingenieros de sistemas tratan con sistemas abstractos con ayuda de las metodologías de la ciencia de sistemas, y confían además en otras disciplinas para diseñar y entregar los productos tangibles que son la realización de esos sistemas.

## Historia
El origen del término ingeniería de sistemas se remonta a los Bell Telephone Laboratories en la década de 1940. La necesidad de identificar y manipular las propiedades de un sistema como un todo, que en proyectos de ingeniería complejos puede diferir enormemente de la suma de las propiedades de las partes, motivó a varias industrias, especialmente aquellas que desarrollaban sistemas para el Ejército de los Estados Unidos, a aplicar la disciplina.
Cuando ya no era posible confiar en la evolución del diseño para mejorar un sistema y las herramientas existentes no eran suficientes para satisfacer las crecientes demandas, se empezaron a desarrollar nuevos métodos que abordaban la complejidad directamente. La evolución continua de la ingeniería de sistemas comprende el desarrollo y la identificación de nuevos métodos y técnicas de modelado. Estos métodos ayudan a una mejor comprensión y al control del diseño y desarrollo de los sistemas de ingeniería a medida que se vuelven más complejos. En estos tiempos se desarrollaron herramientas populares que a menudo se usan en el contexto de la ingeniería de sistemas, incluidas USL, UML, QFD e IDEF0.
La ingeniería de Sistemas comenzó a desarrollarse en la segunda parte del siglo XX con el veloz avance de la ciencia de sistemas. Las empresas comenzaron a tener una creciente aceptación de que dicha ingeniería, podía gestionar el comportamiento impredecible y la aparición de características imprevistas de los equipos y proyectos con niveles de complejidad cada vez mayores (propiedades emergentes). Las decisiones tomadas al comienzo de un proyecto, cuyas consecuencias pueden no haber sido entendidas claramente, tienen una enorme implicación más adelante en la vida de un sistema. Un ingeniero de sistemas debe explorar estas cuestiones y tomar decisiones críticas.

## Concepto
Si bien inicialmente la ingeniería de sistemas solo era considerada un método, recientemente se le ha comenzado a considerar una disciplina dentro de la ingeniería. El objetivo de la enseñanza de la ingeniería de sistemas es formalizar diversas metodologías y de esta forma identificar métodos novedosos y oportunidades de investigación de forma similar a lo que se hace en otras ramas de la ingeniería. Como metodología, la ingeniería de sistemas posee una fuerte impronta holística e interdisciplinaria.

### Origen y alcance tradicional
El alcance tradicional de la ingeniería comprende la concepción, diseño, desarrollo, producción y operación de los sistemas físicos. La ingeniería de sistemas, tal como se la concibió inicialmente, se encuentra dentro de dicho alcance. La "ingeniería de sistemas", en este sentido, se refiere al conjunto de conceptos distintivos, metodologías, estructuras organizacionales que han sido desarrolladas para enfrentar los desafíos de desarrollar la ingeniería de sistemas funcionales efectivos de dimensiones y complejidad sin precedentes dentro del tiempo, presupuesto, y otras limitaciones. El programa Apolo es un ejemplo importante de un proyecto de grandes dimensiones y complejidad organizado en torno a un enfoque de ingeniería de sistemas.

### Evolución hacia un alcance más amplio
El uso del término "ingeniero de sistemas" ha evolucionado con el tiempo para abarcar un concepto más amplio y holístico de "sistemas" y de procesos de ingeniería. Esta evolución de la definición ha sido un tema de constante controversia, y el término continúa aplicándose tanto al alcance más restringido como al más amplio.
La ingeniería de sistemas tradicional se veía como una rama de la ingeniería en el sentido clásico, es decir, se aplicaba únicamente a sistemas físicos, como las naves espaciales y los aviones. Más recientemente, la ingeniería de sistemas ha evolucionado para adquirir un significado más amplio, especialmente cuando los seres humanos son vistos como un componente esencial de un sistema. Checkland, por ejemplo, capta el significado más amplio de la ingeniería de sistemas al afirmar que la "ingeniería" puede leerse en su sentido general: puede diseñar una reunión o un acuerdo político ".
De acuerdo con el alcance más amplio de la ingeniería de sistemas, el Cuerpo de Conocimiento de Ingeniería de Sistemas (SEBoK-Systems Engineering Body of Knowledge) ha definido tres tipos de ingeniería de sistemas: (1) Ingeniería de Sistemas de Producto (PSE) es la ingeniería de sistemas tradicional centrada en el diseño de sistemas físicos que consiste en hardware y software. (2) Enterprise Systems Engineering (ESE) se refiere a la visión de las empresas, es decir, organizaciones o combinaciones de organizaciones, como sistemas. (3) La Ingeniería de Sistemas de Servicio (SSE) tiene que ver con la ingeniería de los sistemas de servicio. Checkland define un sistema de servicio como un sistema que se concibe para proveer servicio a otro sistema. La mayoría de los sistemas de infraestructura civil son sistemas de servicio.

### Enfoque holístico
La ingeniería de sistemas se enfoca en analizar y precisar las necesidades del cliente y la funcionalidad requerida al principio del ciclo de desarrollo, documentar los requerimientos y luego continuar con la síntesis del diseño y la validación del sistema al considerar el problema en su completitud, el ciclo de vida del sistema. Es comprender por completo a todas las partes interesadas involucradas en el proyecto. Oliver, afirma que el proceso de ingeniería de sistemas se puede descomponer en
- un Proceso Técnico de Ingeniería de Sistemas, y
- un Proceso de Gestión de Ingeniería de Sistemas.

En el modelo de Oliver, el objetivo del Proceso de Gestión es organizar el esfuerzo técnico en el ciclo de vida, mientras que el Proceso Técnico incluye evaluar la información disponible, definir medidas de efectividad, crear un modelo de comportamiento, crear un modelo de estructura, realizar un análisis de compromiso, y crear un plan secuencial de construcción y ensayo.
Dependiendo de su aplicación, aunque hay varios modelos que se utilizan en la industria, todos ellos tienen como objetivo identificar la relación entre las diversas etapas mencionadas anteriormente e incorporar retroalimentación. Ejemplos de tales modelos incluyen el modelo de desarrollo en cascada y el modelo VEE.

### Campo interdisciplinario
El desarrollo del sistema a menudo requiere la contribución de diversas disciplinas técnicas básicas. Al proporcionar una visión de sistemas (holística) del desarrollo, la ingeniería de sistemas ayuda a moldear a todos los contribuyentes técnicos en un esfuerzo unificado de equipo, formando un proceso de desarrollo estructurado que comprende desde el concepto hasta la producción y operación y, en algunos casos, hasta la terminación y eliminación. En una adquisición, la disciplina integradora combina contribuciones y equilibra las decisiones que compiten afectando el costo, cronograma y eficiencia, al tiempo que mantiene un nivel aceptable de riesgo que abarca todo el ciclo de vida del artículo.
Esta perspectiva a menudo se replica en los programas educativos, ya que los cursos de ingeniería de sistemas son impartidos por profesores de otros departamentos de ingeniería, lo que ayuda a crear un entorno interdisciplinario.

### Gestión de la complejidad
La necesidad de la ingeniería de sistemas surgió con el aumento de la complejidad de los sistemas y proyectos, a su vez aumentando exponencialmente la posibilidad de problemas entre diversos componentes y, por lo tanto, la falta de fiabilidad del diseño. Al hablar en este contexto, la complejidad incorpora no solo los sistemas de ingeniería, sino también la organización lógica humana de los datos. Al mismo tiempo, un sistema puede volverse más complejo debido a un aumento en el tamaño así como a un aumento en la cantidad de datos, variables o la cantidad de campos que están involucrados en el diseño. La Estación Espacial Internacional es un ejemplo de un sistema con tales características.

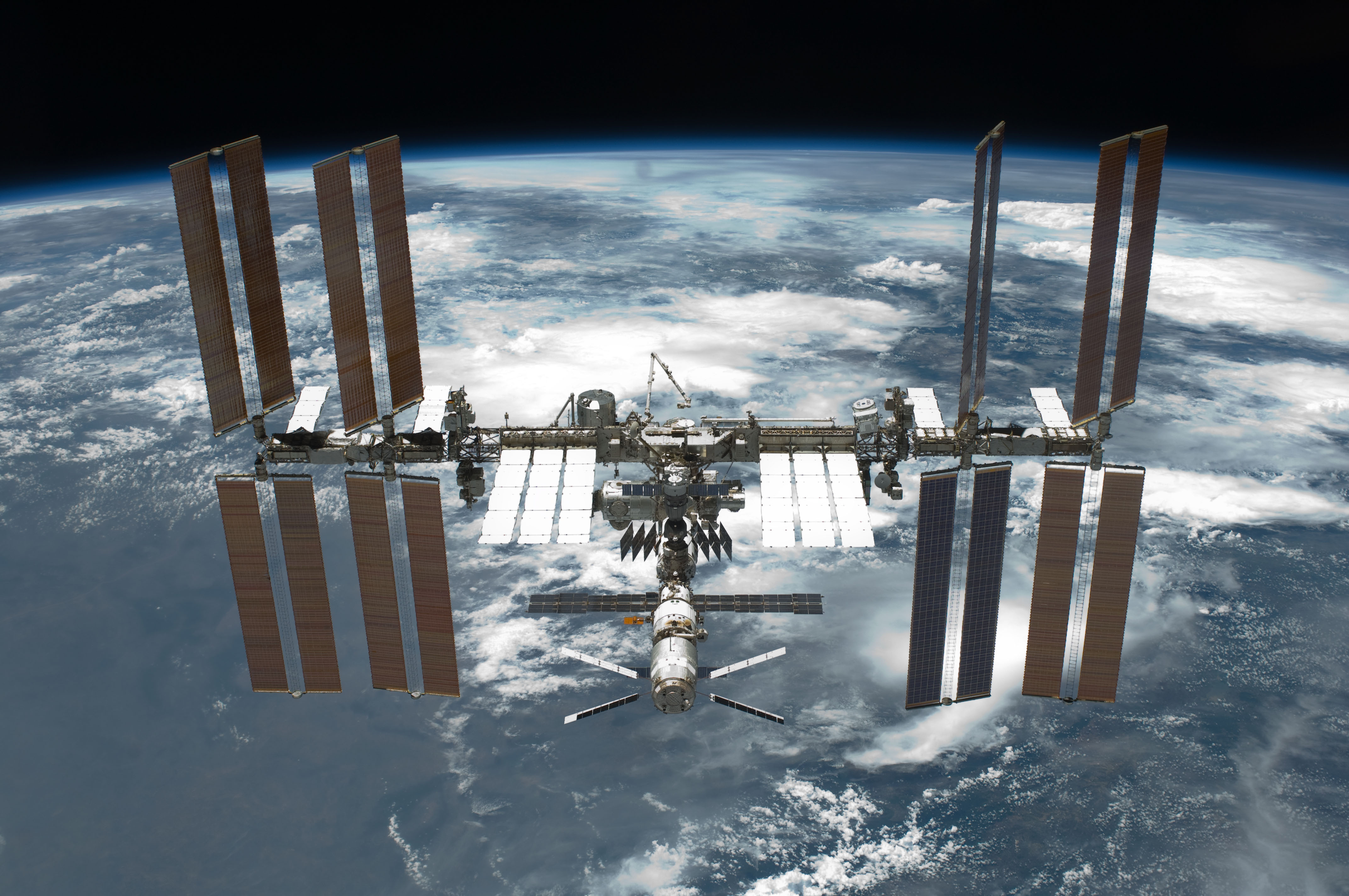
La Estación Espacial Internacional es un ejemplo de un sistema sumamente complejo cuya gestión requiere recurrir a la Ingeniería de Sistemas.

El desarrollo de algoritmos de control más inteligentes, el diseño de microprocesadores y el análisis de sistemas del medio ambiente también caen dentro del ámbito de la ingeniería de sistemas. La ingeniería de sistemas promueve el uso de herramientas y métodos para comprender y gestionar mejor la complejidad de los sistemas. Algunos ejemplos de estas herramientas son:
- Arquitectura de sistema,
- Modelo de sistema, Modelado, y Simulación,
- Optimización,
- Dinámica de sistemas,
- Análisis de sistemas,
- Análisis estadístico,
- Análisis de confiabilidad, y
- Toma de decisión

## Tópicos de ingeniería de sistemas
Las herramientas de las que se sirve la ingeniería de sistemas son estrategias, procedimientos, y técnicas que ayudan a llevar a cabo la ingeniería de sistemas que requiere un proyecto o producto. El objetivo de estas herramientas abarca un amplio espectro, que comprende gestión de bases de datos, navegación de sistemas de información en forma gráfica, simulación, y razonamiento, para documentar producción, procesos neutrales de exportación /importación entre otros.

### Definición de Sistema
Existen numerosas definiciones de que constituye un sistema en el ámbito de la ingeniería de sistemas. Alguna definiciones enunciadas por organismos relevantes son:
- ANSI/EIA-632-1999: "Un conjunto de productos y facilitadores de productos para alcanzar un propósito determinado."[23]
- DAU Fundamento de Ingeniería de Sistemas: "un conjunto integrado de personas, productos y procesos que proveen la capacidad de satisfacer una determinada necesidad u objetivo."
- IEEE Std 1220-1998: "Un conjunto o aglomerado de elementos y procesos que se encuentran relacionados y cuyo comportamiento satisface las necesidades de un cliente u operacionales y que permite que se pueda brindar soporte a los productos a lo largo de su ciclo de vida."[24]
- ISO/IEC 15288:2008: "Una combinación de elementos que interactúan organizados para alcanzar uno o más propósitos."[25]
- NASA Manual de Ingeniería de Sistemas: "(1) La combinación de elementos que funcionan juntos para producir la capacidad de satisfacer una necesidad. Los elementos incluyen los equipos, software, plantas industriales, personal, procesos, y procedimientos requeridos para alcanzar dicho propósito. (2) El producto final (que lleva a cabo las funciones operacionales requeridas) y los productos facilitadores (que proveen servicios de apoyo durante el ciclo de vida a los productos operacionales) que conforman un sistema."[26]
- INCOSE Manual de Ingeniería de Sistemas: "entidad homogénea que presenta un comportamiento predefinido en el mundo real y que esta conformada de partes heterogéneas las cuales en forma individual no presentan dicho comportamiento y una configuración integrada de componentes y/o subsistemas."[27]
- INCOSE: "Un sistema es un aglomerado o colección de diferentes elementos que juntos producen resultados que no son obtenibles por los elementos por sí mismos. Los elementos o partes, pueden abarcar personas, equipos, software, plantas industriales, políticas, y documentos; o sea, todos los elementos que son necesarios para producir resultados a nivel de los sistemas. Los resultados comprenden cualidades a nivel de sistema, propiedades, características, funciones, comportamiento y performance. El valor agregado por el sistema como un todo, más allá de lo que contribuye cada parte en forma independiente, es creado en gran medida por las relaciones que se establecen entre sus partes; o sea como es que se encuentran interconectadas."[28]

## Campos relacionados
Muchos de los campos relacionados podrían ser considerados con estrechas vinculaciones a la ingeniería de sistemas. Muchas de estas áreas han contribuido al desarrollo de la ingeniería de sistemas como área independiente.

### Sistemas de Información
Un sistema de información o (SI) es un conjunto de elementos que interactúan entre sí con el fin de apoyar las actividades de una empresa o negocio. No siempre un Sistema de Información debe estar automatizado (en cuyo caso se trataría de un sistema informático), y es válido hablar de Sistemas de Información Manuales. Normalmente se desarrollan siguiendo Metodologías de Desarrollo de Sistemas de Información.
El equipo computacional: el hardware necesario para que el sistema de información pueda operar.
El recurso humano que interactúa con el Sistema de Información, el cual está formado por las personas que utilizan el sistema.
Un sistema de información realiza cuatro actividades básicas: entrada, almacenamiento, procesamiento y salida de información.
Es la actualización de datos reales y específicos para la agilización de operaciones en una empresa.

### Investigación de operaciones
La investigación de operaciones o (IO) se enseña a veces en los departamentos de ingeniería industrial o de matemática aplicada, pero las herramientas de la IO son enseñadas en un curso de estudio en Ingeniería de Sistemas. La IO trata de la optimización de un proceso arbitrario bajo múltiples restricciones. Se presentan las ideas fundamentales en las que se basa el enfoque de sistemas, los tipos de problemas de sistemas y las metodologías más adecuadas para ser elaborados.

### Ingeniería de sistemas cognitivos
Los sistemas cognitivos abarcan sistemas naturales o artificiales de procesamiento de la información capaces de percepción, aprendizaje, razonamiento, comunicación, actuación y comportamiento adaptativo.
La ingeniería de sistemas cognitivos es una rama de la ingeniería de sistemas que trata los entes cognitivos, sean humanos o no, como un tipo de sistemas capaces de tratar información y de utilizar recursos cognitivos como la percepción, la memoria o el procesamiento de información. Depende de la aplicación directa de la experiencia y la investigación tanto en psicología cognitiva como en ingeniería de sistemas. La ingeniería de sistemas cognitivos se enfoca en cómo los entes cognitivos interactúan con el entorno. La ingeniería de sistemas trabaja en la intersección de:
1. El desarrollo de la sociedad en esta nueva era
2. Los problemas impuestos por el mundo del hambriento
3. Las necesidades de los agentes (humano, hardware, software)
4. La interacción entre los varios sistemas y tecnologías que afectan (y/o son afectados por) la situación.

Algunas veces designados como ingeniería humana o ingeniería de factores humanos, esta rama además estudia la ergonomía en diseño de sistemas. Sin embargo, la ingeniería humana suele tratarse como otra especialidad de la ingeniería que el ingeniero de sistemas debe integrar.
Habitualmente, los avances en ingeniería de sistemas cognitivos se desarrollan en los departamentos y áreas de informática, donde se estudian profundamente e integran la inteligencia artificial, la ingeniería del conocimiento y el desarrollo de interfaces hombre-máquina (diseños de usabilidad) de la ciencia
El Ingeniero de sistemas habitualmente aprende a programar, para dirigir a programadores y al momento de la creación de un programa debe saber y tener en cuenta los métodos básicos como tal, por eso es importante que aprenda a programar pero su función realmente es el diseño y planeación, y todo lo referente al sistema o redes, su mantenimiento y efectividad, respuesta y tecnología.